# 百合铁
《百合铁～私立百合咲女子高铁道部～》（日语：ゆりてつ 私立百合ヶ咲女子高鉄道部），是松山清治的日本漫画作品。同作者作品《铁娘三姐妹》的間接续篇，但畫風有巨大的差異。2011年4月至2013年11月在小學館《月刊Sunday Gene-X》连载。

## 介绍
主人公从乡下到东京上学，因为不熟东京的地铁轨道交通，所以被和她一起上高中的另外三位女学生帮助，然后在学校成立铁道部这个社团。

## 登場人物
- 日野はつね（ひの はつね）
- 能登まみこ（のと まみこ）
- 石塚まろん（いしづか まろん）
- 鶴見はくつる（つるみ はくつる）
- 滝沢このみ（たきざわ このみ）

## 单行本
- 松山清治 『百合铁私立百合咲女子高铁道部』 小学館〈月刊Sunday Gene-X〉、全4巻
  1. （2011年10月24日初版發行、同年10月19日發售） ISBN 978-4-09-157288-2
  2. （2012年6月24日初版發行、同年6月19日發售） ISBN 978-4-09-157310-0
  3. （2013年4月24日初版發行、同年4月20日發售） ISBN 978-4-09-157346-9
  4. （2013年11月24日初版發行、同年11月19日發售） ISBN 978-4-09-157363-6